# 俊証
俊証（しゅんしょう、嘉承元年（1106年） - 建久3年3月17日（1192年4月30日））は平安時代後期の真言宗の僧。醍醐源氏、源俊明の孫で、中務大輔・源能明の子。大輔僧正、心蓮院僧正と号した。俊證とも。
保延3年12月21日（1138年2月2日）東寺の定額僧に補任。仁和寺心蓮院の法印・世毫に灌頂を受け、心蓮院に入る。承安3年（1173年）正月13日、権律師に任ぜられる。養和2年（1182年）正月8日には、権少僧都に転じ、寿永2年（1183年）正月13日に法印に叙せられた。文治元年（1185年）8月10日、東寺二長者に補任。同年12月19日（1186年1月11日）東寺長者に補任され、文治2年（1186年）5月29日に法務を兼ねる。
文治3年（1187年）5月27日、権僧正に任ぜられる。文治5年（1189年）5月28日には東大寺別当に補任され、建久元年（1190年）5月28日に僧正に至った。建久3年（1192年）3月17日、87歳で入寂。